# Cantone di Bretenoux
Il Cantone di Bretenoux era una divisione amministrativa dell'arrondissement di Figeac.
È stato soppresso a seguito della riforma complessiva dei cantoni del 2014, che è entrata in vigore con le elezioni dipartimentali del 2015.
Comprendeva i comuni di:
- Belmont-Bretenoux
- Biars-sur-Cère
- Bretenoux
- Cahus
- Cornac
- Estal
- Gagnac-sur-Cère
- Gintrac
- Girac
- Glanes
- Laval-de-Cère
- Prudhomat
- Puybrun
- Saint-Michel-Loubéjou
- Tauriac
- Teyssieu